# Cyrtotrochalus magnus
Cyrtotrochalus magnus är en skalbaggsart som beskrevs av Moser 1916. Cyrtotrochalus magnus ingår i släktet Cyrtotrochalus och familjen Melolonthidae. Inga underarter finns listade i Catalogue of Life.